# Battle-Zeichen
Das Battle-Zeichen (engl. Battle’s sign) ist ein hinter dem Ohr (retroaurikulär) auftretendes Hämatom (genauer eine Ekchymose).

## Beschreibung
Das Battle-Zeichen deutet auf eine Fraktur (Bruch) der Schädelbasis, vor allem auf eine Fraktur des Felsenbeins hin. Neben dem Brillenhämatom ist es in der Notfallmedizin ein wichtiges Anzeichen für das Vorliegen eines Schädel-Hirn-Traumas. Es entsteht durch eine Verletzung der hinteren Ohrschlagader (Arteria auricularis posterior) und einen dadurch bedingten Austritt von Blut aus dieser Arterie.
Erstmals beschrieben wurde das Battle-Zeichen 1890 durch den englischen Chirurgen William Henry Battle (1855–1936).